# USS Taylor (FFG-50)
USS Taylor (FFG-50) – amerykańska fregata rakietowa, jednostka serii fregat typu Oliver Hazard Perry, pełniąca służbę w US Navy w latach 1984–2015, od 2018 roku jednostka pod nazwą „Ming Chuan” i z numerem burtowym PFG-1112 została wcielona do służby w Marynarce Wojennej Republiki Chińskiej i przebudowana jako jedna z dziesięciu fregat rakietowych typu Cheng Kung.

## Skrócony opis
Kadłub okrętu mierzy 138 metra długości całkowitej, zaś największa szerokość okrętu sięga 13,7 metra, zanurzenie samego kadłuba wynosi 5,8 metra, zaś z opływnikiem sonaru zanurzenie wynosi 7,5 metra. Jednostka o wyporności pełnej 4100 ton. Okręt napędzany jest przez siłownię, wyposażoną w dwie turbiny gazowe General Electric LM2500 zapewniające moc wyjściową 41 000 KM dla jednego wału napędowego, przenoszącego napęd na pięciołopatową śrubę. Tak skonfigurowana siłownia nominalnie zapewnia prędkość 29 węzłów. Fregata jest także w system napędu pomocniczego w postaci dwóch wysuwanych elektrycznych pędników ABB o mocy łącznej 720 KM. Napęd pomocniczy okrętu używany jest do precyzyjnych manewrów jednostki, zdolny jest jednakże do zapewnienia okrętowi możliwości powrotu do portu z prędkością 5 węzłów, w razie awarii napędu głównego. System napędowo-energetyczny okrętu uzupełniany jest przez cztery generatory elektryczne Diesla o mocy 1000 kW każdy. Okręt posiada dwa równoległe hangary oraz pokład lotniczy z którego operować mogą dwa śmigłowce pokładowe SH-60R Seahawk lub też S-70C(M)-1/2 Thunderhawk.
Okręt wyposażono w cyfrowy, dwuwspółrzędny radar obserwacji przestrzeni powietrznej dalekiego zasięgu AN/SPS-49, który posiada zasięg wynoszący około 480 kilometrów oraz radar obserwacji powierzchni wodnej (dozoru nawodnego) AN/SPS-55. Dodatkowo posiada w umieszczony w kilu i dziobie sonar SQS-56 oraz pasywny sonarze holowanym SQR-19 TACTAS. Dane z sonarów przetwarzane są przez system walki podwodnej AN/SQQ-89 ASW Integration System. 
Okręt w służbie amerykańskiej w wyniku modernizacji z początku XXI wieku został pozbawiony wyrzutni Mk 13 Mod. 4 GMLS (Guided Missile Launching Systems) dla rakiet przeciwlotniczych RIM-66 Standard MR oraz Harpoon (jednostka ognia wynosi 36 rakiet Standard i 4 Harpoon), jednak została ona zamontowana ponownie, po wcieleniu okrętu do służby we flocie Republiki Chińskiej. Dodatkowo okręt uzbrojony jest w armatę uniwersalną Mk 75 kalibru 76 mm, dwie armaty Bofors kalibru 40 mm, system obrony bezpośredniej CIWS Phalanx Mk 15 Block 1A oraz dwie, potrójne wyrzutnie torpedowe Mk 32 Mod. 5 kal. 324 mm dla torped Mk 46. 

## Służba w US Navy
Stępka pod USS „Taylor” (FFG-50) została położona 5 maja 1983 roku w stoczni Bath Iron Works w stanie Maine, zaś wodowanie odbyło się 5 listopada 1983 roku. Matką chrzestną została Barbara A. Taylor, wdowa po Jesse J. Taylorze, pilocie Marynarki Wojennej który został pośmiertnie odznaczony Krzyżem Marynarki Wojennej za heroizm w wojnie w Wietnamie. Dodatkowo okręt został ochrzczony jego imieniem. Podniesienie bandery na okręcie nastąpiło 1 grudnia 1984 roku, zaś pierwszym dowódcą został Cmdr. John S. Fitzgerald.
Taylor został wycofany ze służby 8 maja 2015 roku i przekazany Marynarce Wojennej Tajwanu.

## Służba w Marynarce Wojennej Republiki Chińskiej

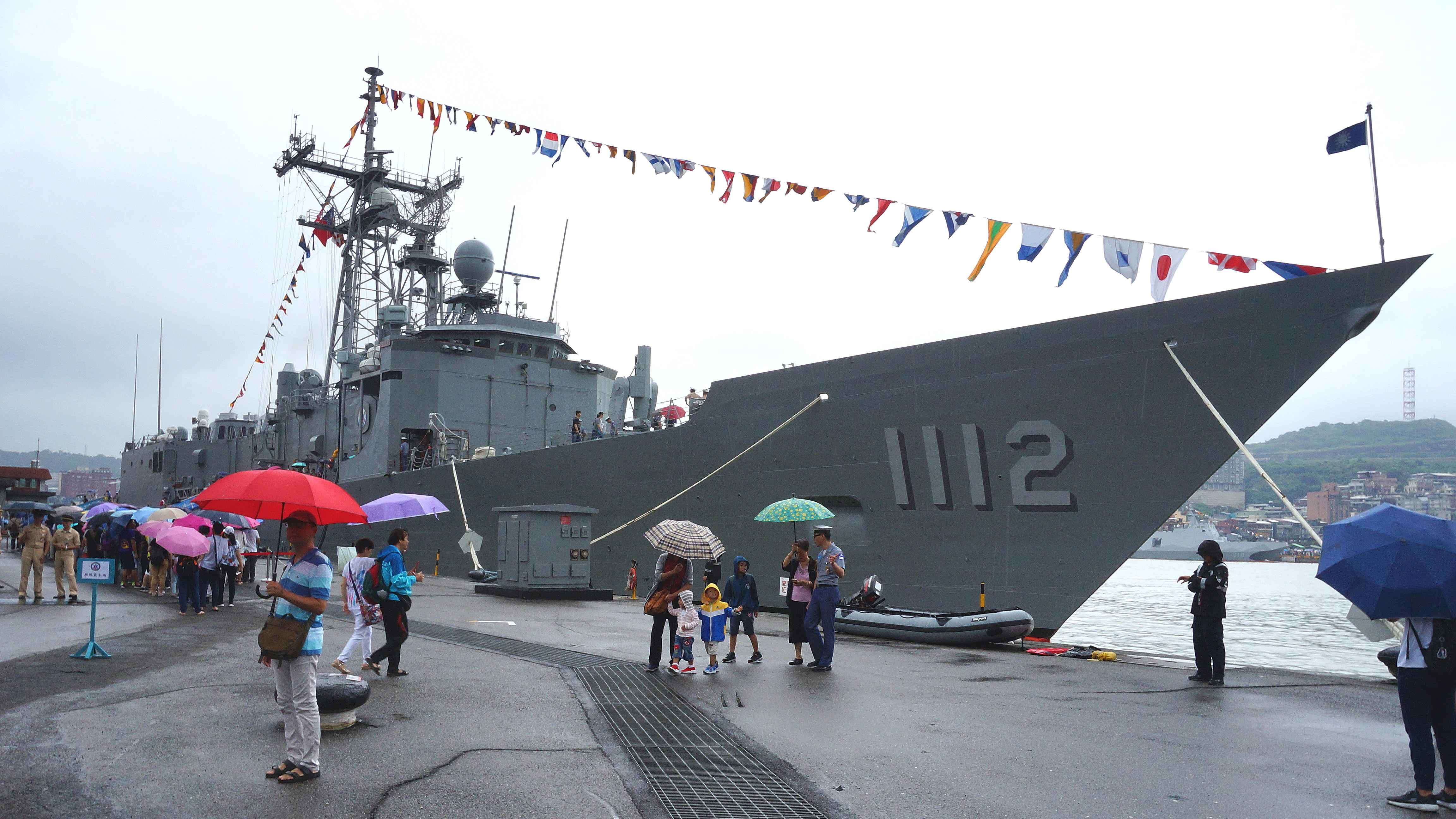
„Ming-Chuan” w 2019 roku już pod banderą floty Republiki Chińskiej

W 2017 roku Republika Chińska przejęła dwie dawne amerykańskie fregaty rakietowe typu Oliver Hazard Perry: USS „Taylor” oraz USS „Gary” (FFG-51). „Taylor” wraz z drugą przejętą jednostką przeszedł przegląd i remont oraz ograniczoną modernizację, połączoną z wydłużeniem jego okresu zdatności do dalszej eksploatacji. W 2018 roku Ministerstwo Obrony Tajwanu poinformowało, że dwa amerykańskie okręty zostaną wcielone do służby w listopadzie 2018 roku. 8 listopada obie fregaty zostały oficjalnie wcielone do służby w tamtejszej flocie i przemianowane na „Ming Chuan” (PFG-1112), którym został właśnie dawny USS „Taylor” oraz „Feng Jia” (PFG-1115), będącym dawnym USS „Gary”. Okręt został dostosowane do standardu fregat typu Cheng Kung.